# 印西高花郵便局
印西高花郵便局（いんざいたかばなゆうびんきょく）は、千葉県印西市にある郵便局。民営化前の分類では無集配特定郵便局であった。

## 概要
住所：〒270-1342 千葉県印西市高花二丁目2
入居している建物は郵政省当時より東日本貯金事務計算センターとして使用されており、民営化に際してゆうちょ銀行が承継し所有している。

### 併設施設
- ゆうちょ銀行東日本貯金事務計算センター（〒270-1394）

## 沿革
- 1995年（平成7年）10月16日 - 印西高花郵便局として、印旛郡印西町高花二丁目の東日本貯金事務計算センター1階に開局。
- 2007年（平成19年）10月1日 - 民営化。
- 2012年（平成24年）10月1日 - 日本郵便株式会社発足。
- 2016年（平成28年）4月29日 - 船穂郵便局の廃止に伴い、取扱業務を承継[1]。

## 取扱内容
- 郵便、印紙、ゆうパック
- 貯金、貸付、為替、振替、振込、国際送金、国債
- 生命保険、バイク自賠責保険、がん保険
- ゆうちょ銀行ATM

## 周辺

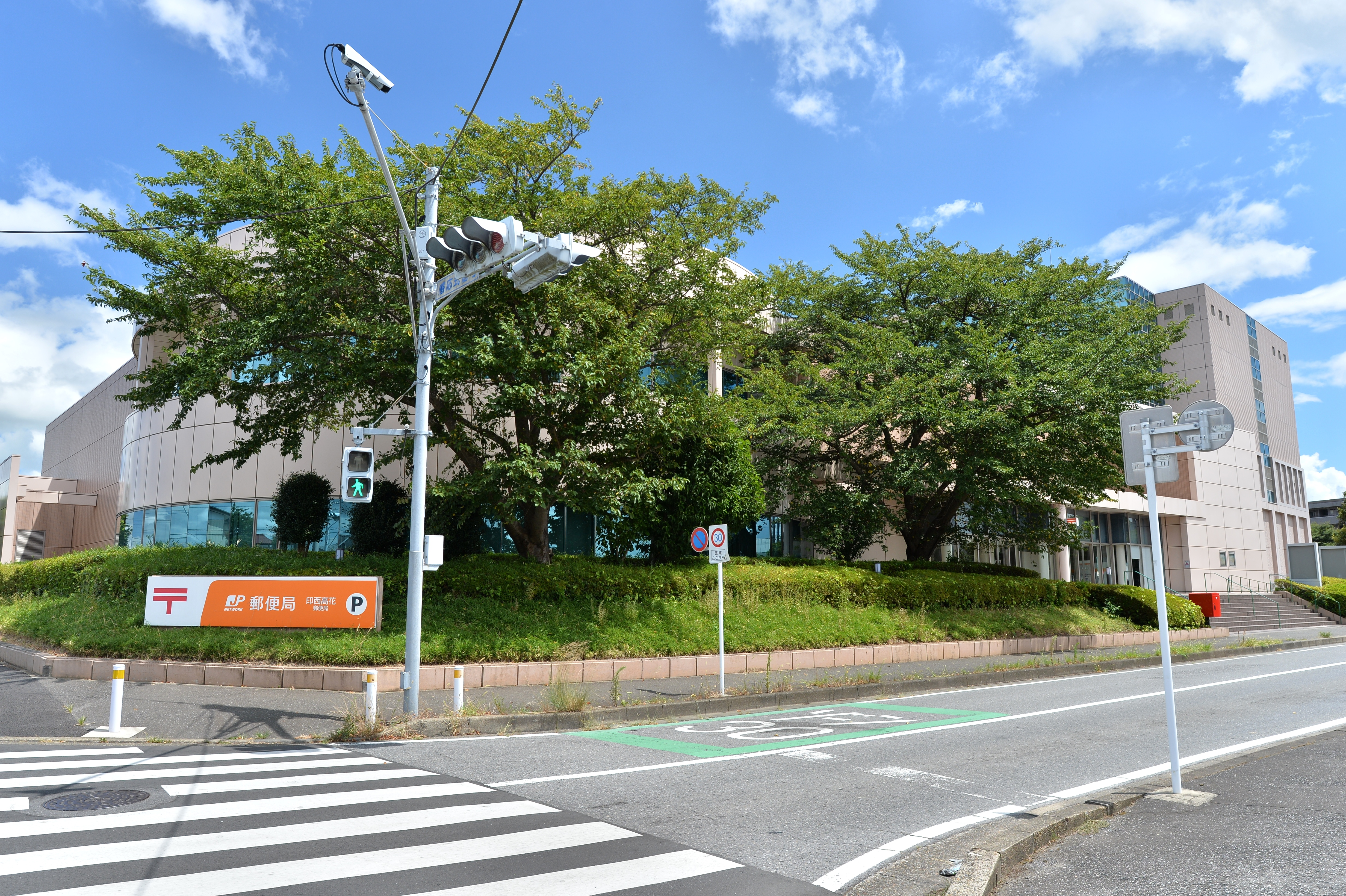
県道190号側から見た印西高花郵便局

- 印西市立高花小学校
- 印西市立船穂中学校
- 印西市保健福祉センター

## アクセス
- 印西市ふれあいバス中ルート、南ルート 高花保健福祉センター停留所下車
- 駐車場あり：12台